# Podoces hendersoni
Podoces hendersoni là một loài chim thuộc họ Corvidae.
Nó được tìm thấy ở Mông Cổ, Trung Quốc, Kazakhstan, và Nga.